# نطاط ذو جناح أحمر
النطاط ذو الجناح الأحمر (الاسم العلمي acrotylus insubricus)، نوع حشرات من رتبة مستقيمات الأجنحة ورتيبة الجندب. وصف لأول مرة من قبل جوفاني أنطونيو سكوبولي 1786.